# Động đất Ōita 2006
Động đất Ōita 2006 (大分県西部地震 Ōita-ken seibu jishin) là trận động đất xảy ra vào lúc 5:01:26 (JST), ngày 12 tháng 6 năm 2006. Trận động đất có cường độ 6,2 MJMA, tâm chấn độ sâu khoảng 146 km. Không có cảnh báo sóng thần cho trận động đất này. Hậu quả trận động đất đã làm 8 người bị thương.